# Джетыасарская культура

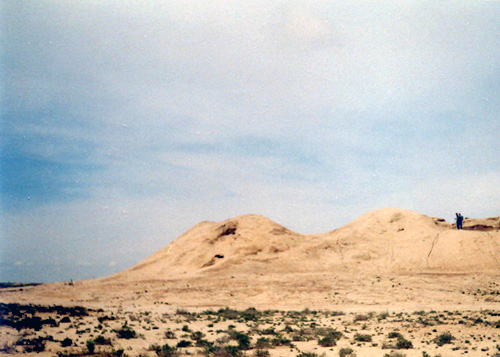
Одно из городищ, общий вид.

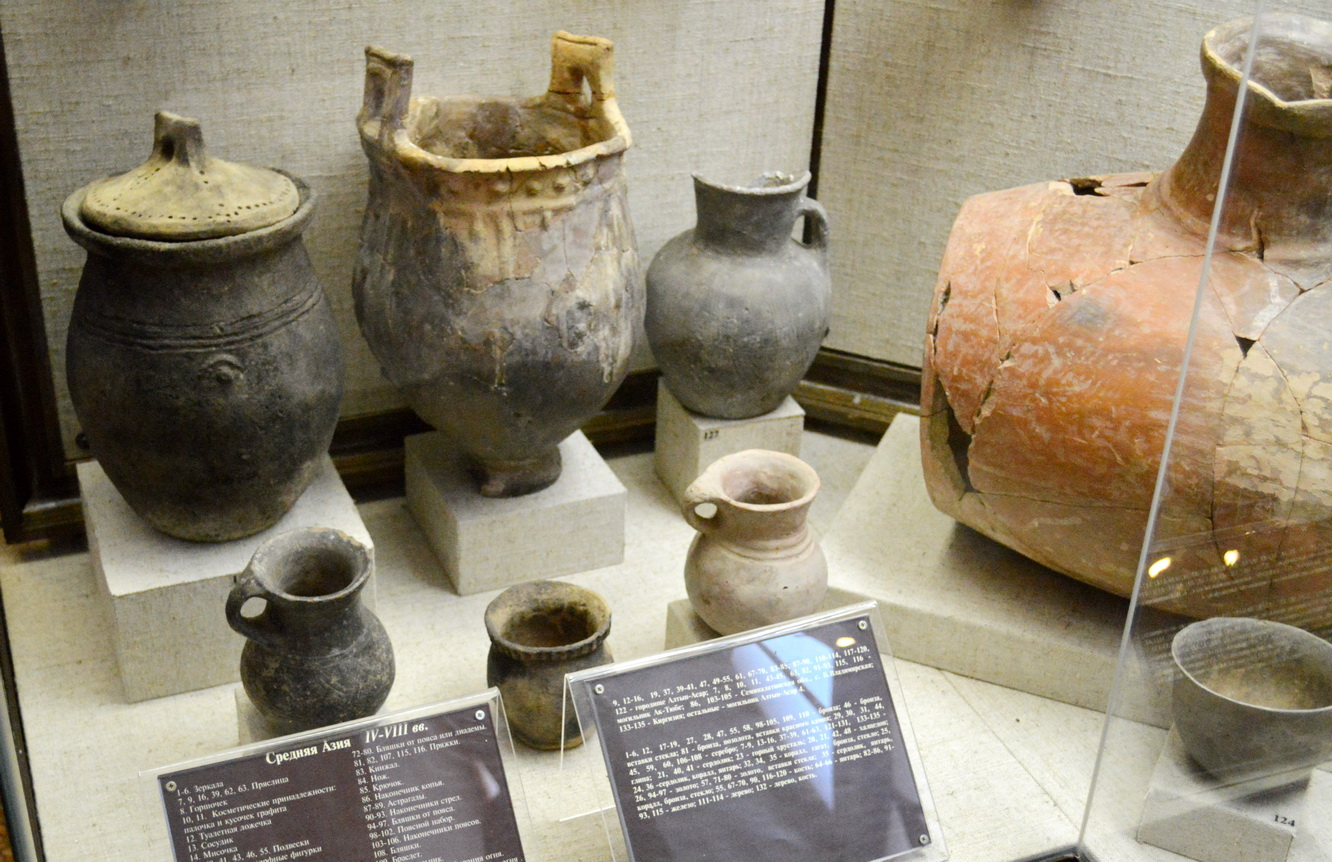
Глиняные сосуды, Алтын-Асар

Джетыасарская культура (Джеты-асарская, от каз. Жетиасар — семь (много) крепостей) — археологическая культура раннего железного века и раннего средневековья начала I тыс. до н. э. — IX в н. э. Джетыасарские городища (более 50) расположены на древних протоках Сырдарьи — Эскидарьялык (Пракувандарья) и расположенная южнее Кувандарьи. Основная часть городищ расположена в полосе 45 — 90 км. на левом берегу Сырдарьи, к югу от г. Кызылорды до г. Байконур в Кызылординской области Казахстана.

## Носители
Джетыасарская культура связывается одними археологами с культурой древних тохаров и эфталитов, другими — с культурой кангюйских племён. Многие атрибутируют археологическую культуру, близкую к культурами Средней Сырдарьи — отрарско-каратауской и каунчинской, которые считаются кангюйскими, с владением Яньцай, упомянутым в китайских источниках.
По одной из версий происхождения европейских авар, эти племена появились в результате объединения угров (уары) и ираноязычных хунни (хиониты), первоначально обитавших в районе Аральского моря и бежавших под натиском тюркютов. Гумилёв считал хионитов остатками алано-сарматских племен. В степях между Каспием и Азовом эти два племени были приняты за племя аба (абар), или, как говорит Феофилакт Симокатта «истинных авар». Этой версии придерживался М. И. Артамонов. А. Г. Малявкин отождествлял Яньцай с аварами. Таким образом, некоторые исследователи до некоторой степени связывают жетыасарскую культуру с предками авар. От джетыасарской культуры происходит культура болотных городищ и кердерская культура. Передвижения осуществлялись под давлением перемещавшихся в конце VI — начале VIII века в пределах джетыасарского ареала новых этнических группировок из среднесырдарьинских районов в основном подвергшихся тюркизации отрарско-каратауского населения, а также тюркских племён Семиречья и Кара-тау.

## Городища
Все городища Джетыасарской культуры хорошо укреплены, обязательно приурочены к древнему руслу, в их основе лежат одна или несколько двух-трёх этажных крепостей, по всей видимости выполнявших роль общинных домов. Население занималось ирригационным земледелием, скотоводством и рыболовством, через район городищ проходил важный караванный путь от Тянь-Шаня к устью Волги, и традиционные маршруты миграции кочевых оседлых племен. Наиболее крупные крепости: Алтын-асар (занимающая 17 гектаров), Курайлы-асар, Кара-асар, Базар-асар, Томпак-асар, Жалпак-асар, Бедаик-асар, Большой и Малый Кос-асары. Высота городищ над окружающей равниной от двух до десяти метров. Самое крупное центральное поселение населяли люди из знатного сословия.

## Могильники
Городища были окружены могильниками, в которых совершались захоронения в кирпичных склепах, ямах, ямах с нишами, ямах с подбоями. Также встречаются катакомбы. Среди находок — фибулы, ременная гарнитура, зеркала, янтарные и стеклянные бусы, антропо- и зооморфные фигурки и налепы на керамике, золотые украшения, резные иранские геммы (камни-печати), китайский, индийский и другой импорт.

## История исследования
Памятники были впервые исследованы Хорезмской археолого-этнографической экспедицией АН СССР под руководством С. П. Толстова в 1946—1951. Исследования продолжались в 1973—1993 годах под руководством Л. М. Левиной. Наиболее значительные раскопки городища Алтынасар и прилегающих некрополей были выполнены во второй половине 1980-х — начале 1990-х годов как охранные работы при строительстве водовода, соединяющего артезианские источники воды в Кызылкумах с городом Ленинск (современный Байконур).

## Периодизация
Л. М. Левиной ещё в конце 60-х — начале 70 годов была детально разработана периодизация и характеристика джетыасарской культуры. Исследовательница в развитии культуры видела три этапа, при этом первый, названный Джетыасар-1, относился к кангюйскому периоду и датировался последними веками до н. э. — концом III—IV вв. н. э. Позже, в 90-х годах, автор удревняет ранний этап до VII—VI веков до н. э. и делит на три самостоятельных хронологических периода: 1а, 1б, 1 в. Датирует их VII—VI вв. до н. э. — последним веками до н. э.; последние века до н. э. — первые века н. э.; II—IV вв. н. э. соответственно.